# Сусјечно (Калиновик)
Сусјечно је насељено мјесто у општини Калиновик, Република Српска, БиХ. Према попису становништва из 1991. у насељу је живјело 28 становника. Према попису становништва из 2013. у насељу није било становника.

## Географија
Сусјечно је подијељено ентитетском линијом тако да је 4,09 km² припало Општини Калиновик, док је 1,2 km² припало Граду Коњицу у Херцеговачко-неретванском кантону, Федерација Босне и Херцеговине.

## Становништво
| Демографија | Демографија | Демографија |
| Година      | Становника  | Становника  |
| ----------- | ----------- | ----------- |
| 1961.       | 67          |             |
| 1971.       | 149         |             |
| 1981.       | 96          |             |
| 1991.       | 28          |             |
| 2013.       | 0           |             |